# Pernattia pusilla
Pernattia pusilla là một loài bướm đêm thuộc họ Lasiocampidae. Nó được tìm thấy dọc theo bờ biển của miền đông Úc.
Sải cánh dài khoảng 30 mm.
Ấu trùng ăn Allocasuarina litoralis, Allocasuarina verticillata, Casuarina cunninghamiana, Casuarina glauca và Casuarina equisetifolia.

## Hình ảnh

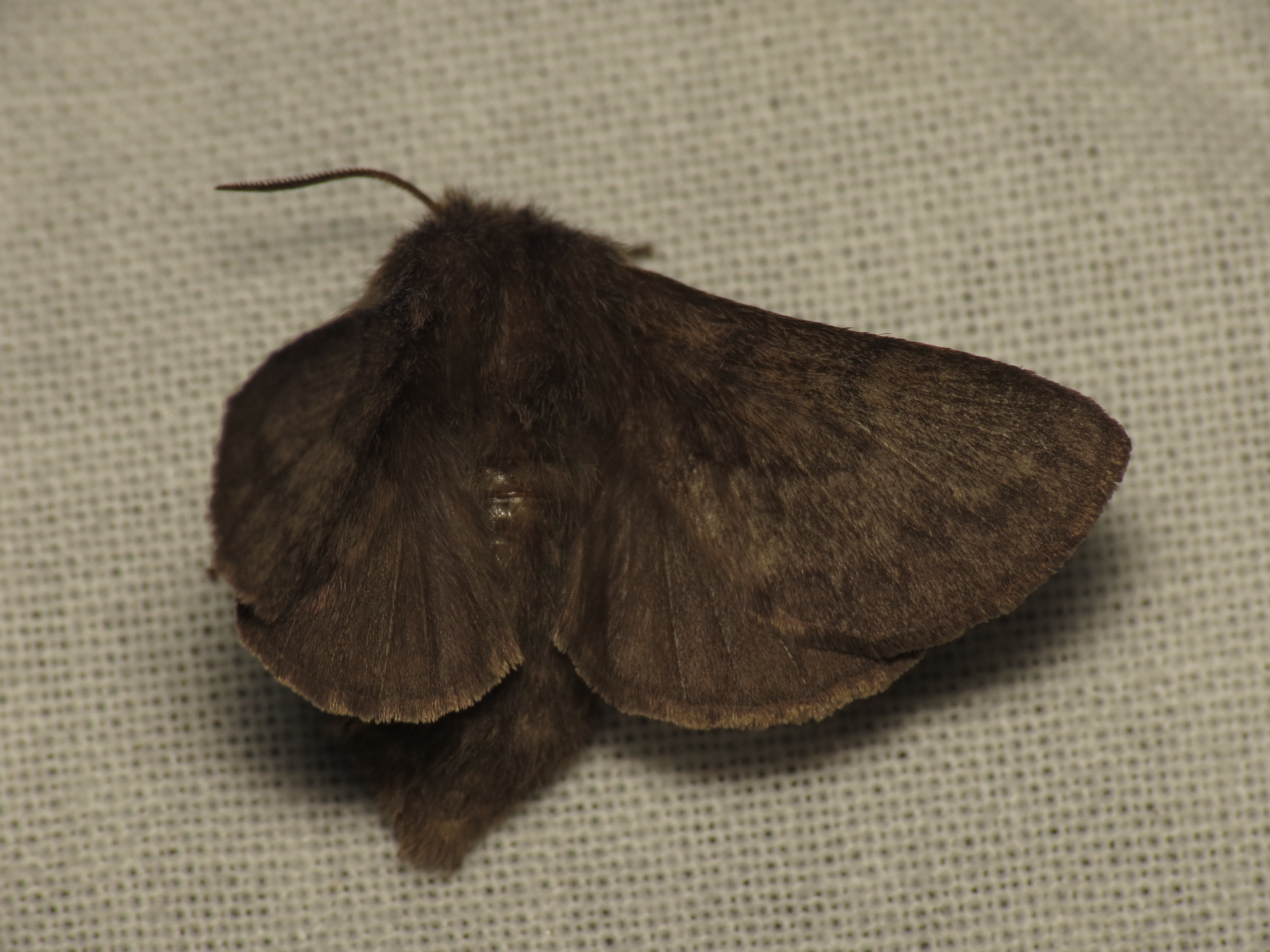
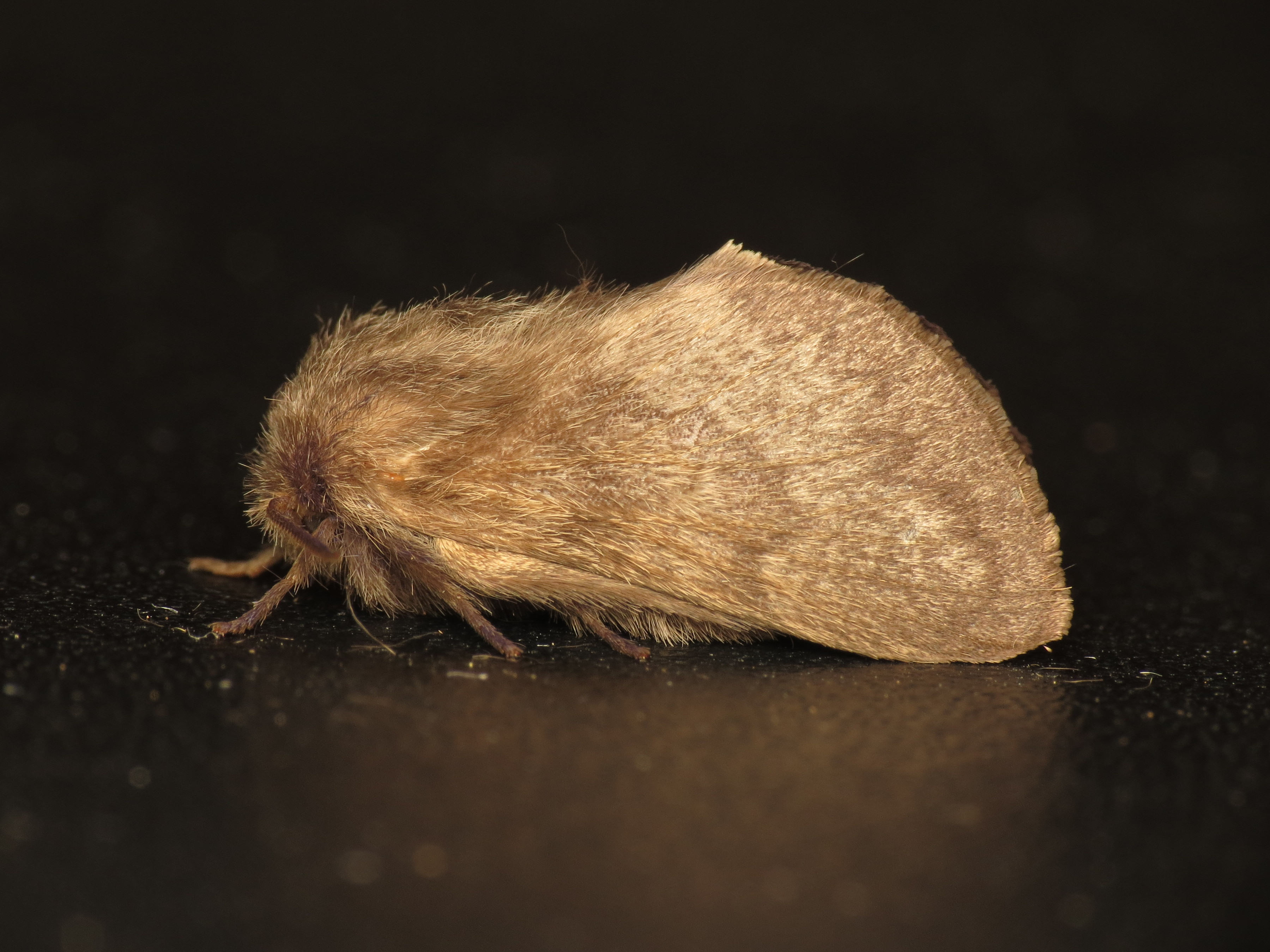
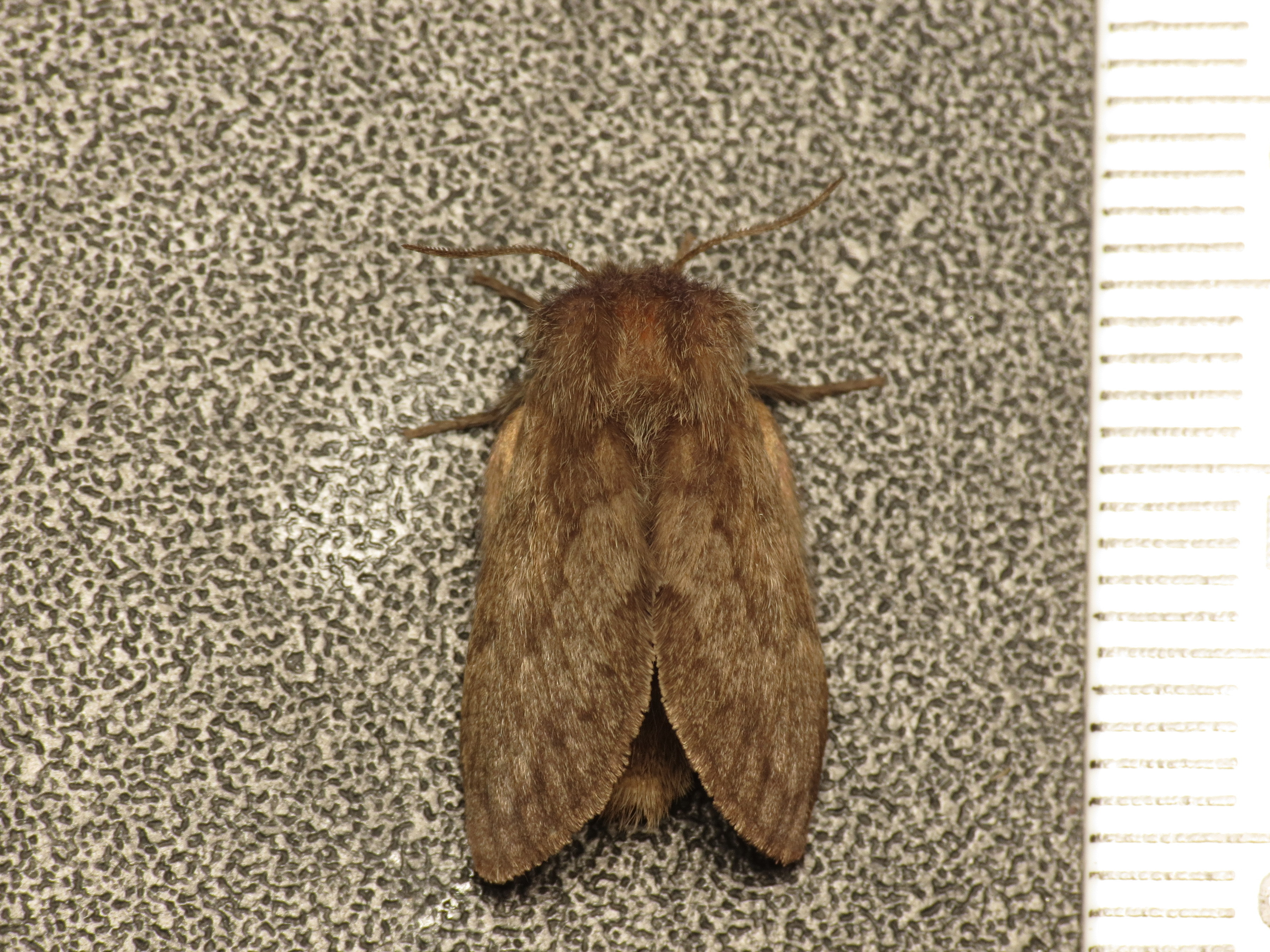
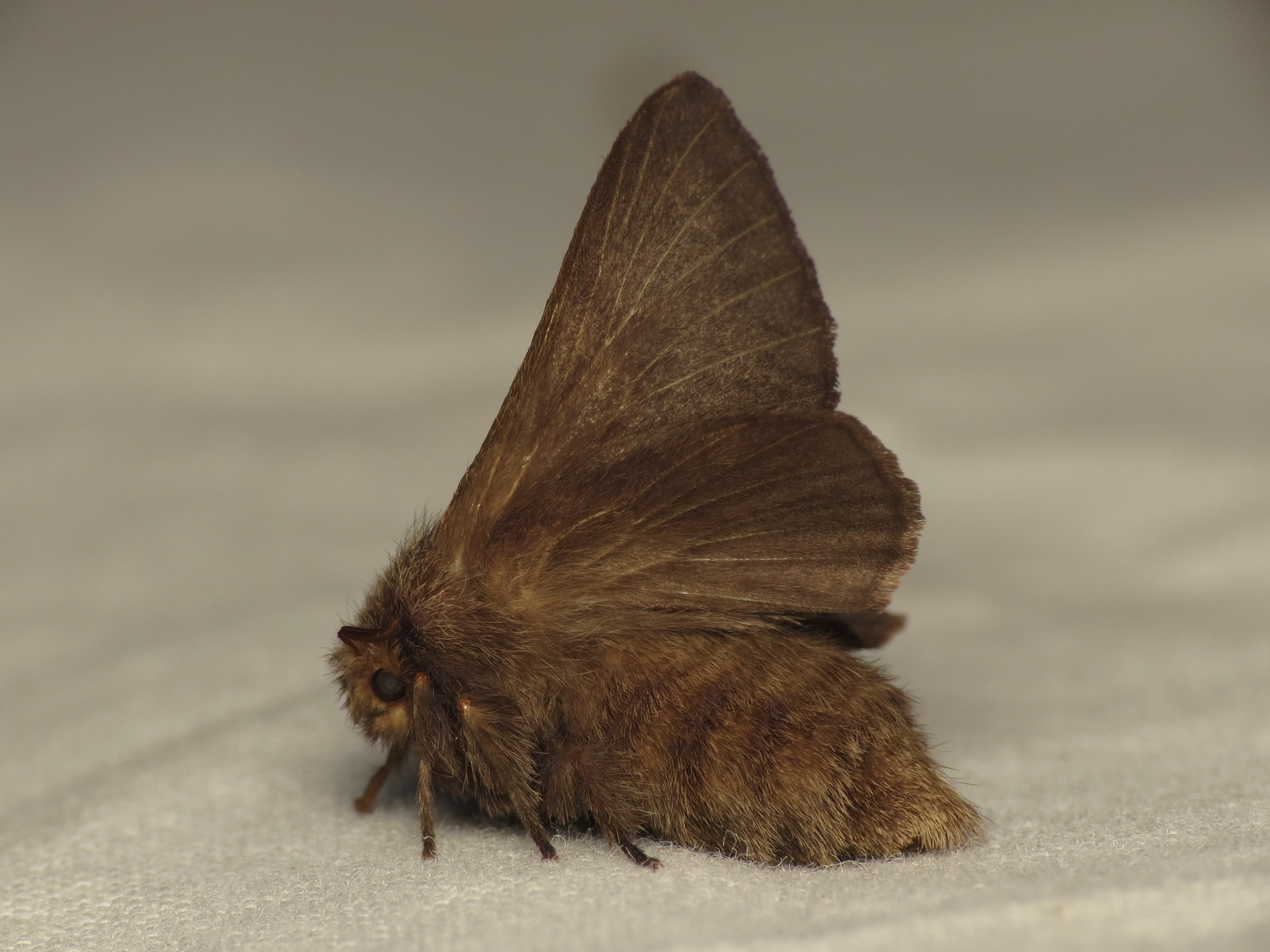